# Sleeping for Sunrise

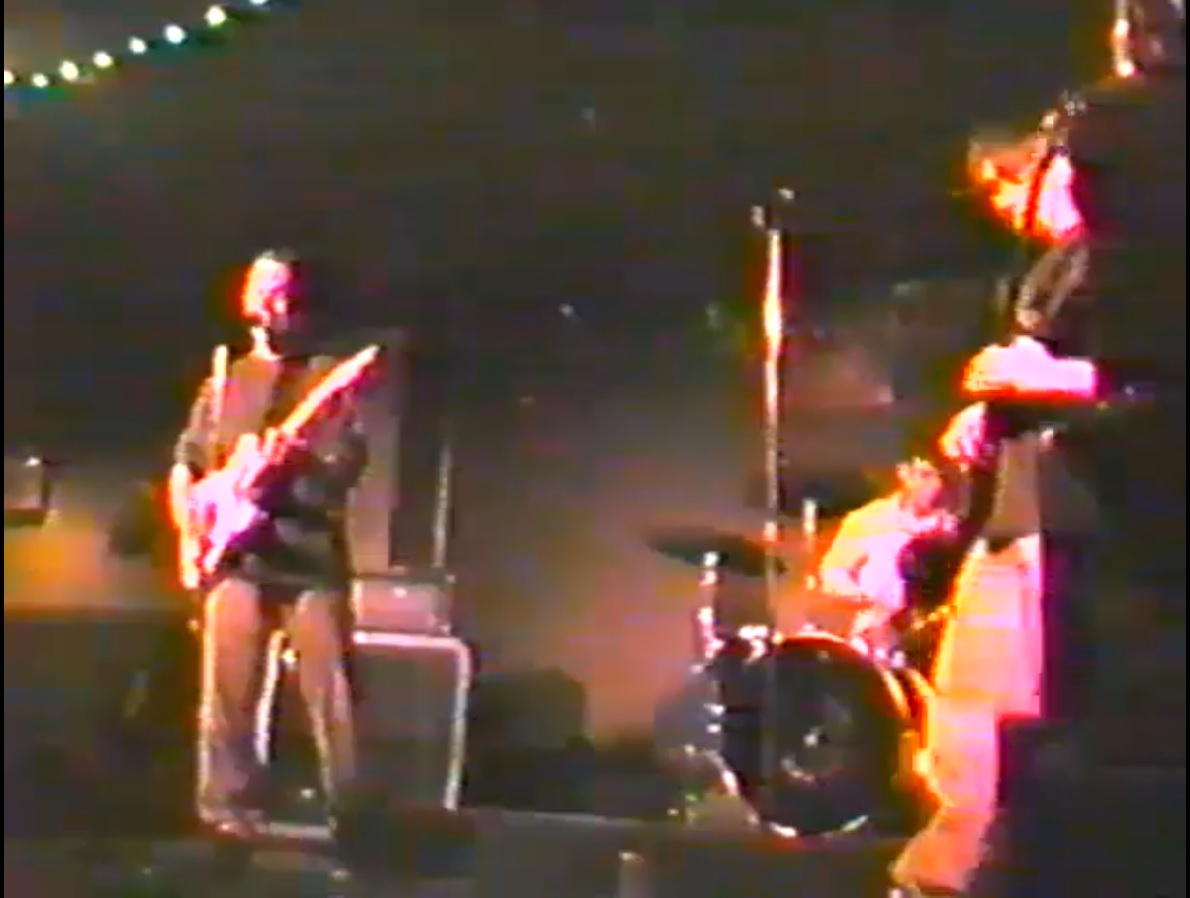
Sleeping For Sunrise выступают в Колумбии, Миссури, 1997 г.

«Sleeping For Sunrise» (с англ. — «Сон на рассвете») — американская инди-эмо-рок-группа, основанная в 1997 году в городе Уилинг, Иллинойс. Известна русским зрителям по появлению в фильме Алексея Балабанова «Брат 2» со свой песней «Lafayette».

## История
Группа была основана в 1997 году Блейком Цвейгом, Джеем Ранцем и Джим Кончиком, когда они учились в Университете штата Иллинойс. Первый альбом был записан в этои же году под названием «Sleeping For Sunrise» с тремя песнями. В 1998 году вышел альбом «Skyline Symmetry» с 10 песнями, включая «Lafayette». Группа играла в стиле мидвест-эмо, набиравший популярность на Среднем Западе и в Иллинойсе в частности. Группа просуществовала около 5 лет, выступая с такими группами, как Braid, Promise Ring, American Football и другими инди-эмо-мемо-рок-группами той эпохи.

## Состав группы
Блейк Цвейг (англ. Blake Zweig) — вокал, гитара.
Джеймс Кончик (англ. James Konczyk) — бас-гитара.
Джей Ранц (англ. Jay Ranz) — барабаны.

## Появление в кино
Группа появилась в российском фильме «Брат 2» (2000) режиссёра Алексея Балабанова. Группа исполняла живьём в клубе «Metro» свою песню «Lafayette»

## Дискография

### Альбомы
- «Sleeping For Sunrise» (1997)
- «Skyline Symmetry» (1998)